# Diphydontosaurus avonis
Il difidontosauro (Diphydontosaurus avonis) è un rettile estinto, appartenente agli sfenodonti. Visse nel Triassico superiore (Retico, circa 205 milioni di anni fa) e i suoi resti fossili sono stati ritrovati in Inghilterra e in Italia. 

## Descrizione
Questo rettile è conosciuto per numerosi resti fossili ritrovati nella zona di Bristol, in riempimenti di fessura formatisi durante il Retico. Un altro fossile ben conservato attribuito al genere Diphydontosaurus è stato ritrovato nella zona di Cene, nel Bergamasco. Diphydontosaurus doveva essere un piccolo rettile dal cranio pressoché triangolare, dalla testa grossa e lungo circa 10 centimetri. Caso unico tra gli sfenodonti, Diphydontosaurus possedeva denti pleurodonti nella premascella e sulla regione anteriore di dentale e mascella. In ogni caso, erano presenti anche denti acrodonti di taglia variabile sulla mascella e sul dentale, caratteristica che lo accomuna ai tuatara e agli altri sfenodonti.

## Classificazione

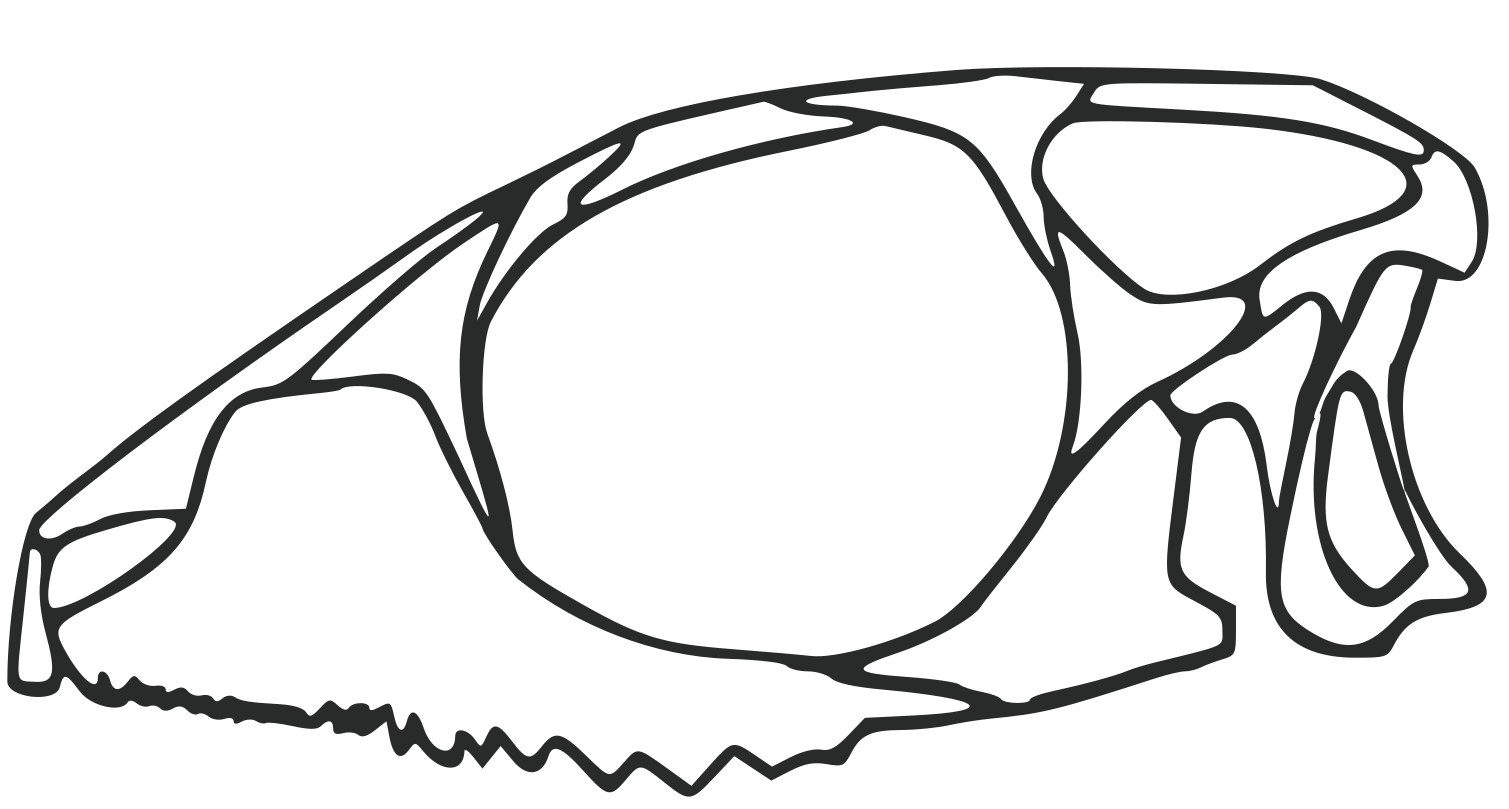
Ricostruzione del cranio di Diphydontosaurus avonis

Diphydontosaurus è stato descritto per la prima volta nel 1986 e lo studio del cranio di questo animale ha permesso di riconsiderare alcune caratteristiche dell'attuale tuatara come derivate (evolute). Dalla comparazione con i fossili di altri sfenodonti arcaici, come Clevosaurus e Planocephalosaurus, è emerso che Diphydontosaurus non era un vero e proprio sfenodonte, ma probabilmente apparteneva alla famiglia Gephyrosauridae, che includeva anche Gephyrosaurus del Giurassico basale.

## Paleoecologia
I numerosissimi resti fossili di Diphydontosaurus scoperti nella zona di Bristol, nei riempimenti di fessura, fanno supporre che questi animali fossero molto diffusi e formassero popolazioni ad alta densità. Probabilmente Diphydontosaurus si nutriva di insetti che predava negli interstizi di antiche caverne.